# Jules Hintz
Pour les articles homonymes, voir Hintz.
Jules ou Julius Hintz (Hambourg, 1813 - Paris 10e, 4 décembre 1861) est un peintre de marine allemand.

## Biographie
Élève de Siegfried Bendixen à Hambourg, il s'installe très tôt rue Pigalle à Paris où il devient élève d'Eugène Isabey et participe au Salon dès 1848.

## Œuvres
On lui doit des paysages et des marines. 
- L'Entrée du port de Dieppe, 1853, Musée des beaux-arts de Tours (Voir)
- Vue de Rouen
- Le Pollet, Musée des beaux-arts de Roanne
- Vue prise à Hambourg
- Vue du Port de Cette, 1848
- Village sur les bords de la baie de Kiel, 1855
- Vue de la ville de Kiel, 1855
- Bords de la mer près Granville, 1855
- Plage et falaises, 1855
- Le Port de Dives, 1861
- La Rade de Cherbourg, 1861
- Vue de la ville et du port de Douvres, 1852
- Vue de saint Pierreport (île Guernesey), 1852
- Vue de Cowes (île de Wight), 1852
- La bourrasque, Musée des beaux-arts de Carcassonne, 1845
- Le calme, Musée des beaux-arts de Carcassonne, 1845
- Maison de pêcheurs au bord de la mer, Musée des beaux-arts de Carcassonne, 1847